# خاني أباد (تشغاخور)
خاني أباد (بالفارسية: خانی‌آباد) هي قرية تقع في إيران في قسم تشغاخور الريفي. يقدر عدد سكانها بـ 187 نسمة .